# 蕭宗元
蕭宗元（?—?），贵州都勻人，清朝政治人物、同進士出身。
乾隆四年（1739年）己未科進士，三甲六十九名，后事不詳。